# Anselm František z Thurn-Taxisu
Anselm František, 2. kníže z Thurn-Taxisu (německy Anselm Franz von Thurn und Taxis, pokřtěn 30. ledna 1681 Brusel; † 8. listopadu 1739, Brusel) byl druhý kníže Thurn Taxis a generální poštmistr císařské pošty.

## Život
Narodil se jako syn Evžena Alexandra Františka, 1. knížete Thurn-Taxis a kněžny Anny Adély z Fürstenberg-Heiligenbergu. Datum jeho narození není známý, ale pokřtěn byl 30. ledna 1681.
Po smrti svého otce nastoupil roku 1715, za vlády císaře Karla VI., na místo generálního poštmistra císařské pošty.
Dne 10. ledna 1703 se oženil s princeznou Marií Ludovikou Annou Františkou z Lobkovic (1683–1750), dcerou Ferdinanda Augusta Leopolda knížete Lobkovice a jeho manželky markraběnky Marie Anny Vilemíny Bádenské. Spolu měli 4 děti:
- 1. Alexandr Ferdinand, kníže Thurn-Taxis (21. března 1704, Frankfurt nad Mohanem – 17. března 1773, Řezno), 3. kníže z Thurn-Taxisu, I. manželka 1731 Sofie Kristina Brandenbursko-Bayreuthská (4. ledna 1710, Weferlingen, Sasko-Anhaltsko – 13. června 1739), II. manželka 1745 Šarlota Lotrinská (21. července 1724 – 6. ledna 1747), III. manželka 1750 Marie Henrietta Josefa Fürstenbersko-Stühlingenská (31. března 1732, Praha – 4. června 1772, Řezno)
- 2. Filipína Eleonora Marie z Thurn-Taxisu (1705–1706)
- 3. Marie Augusta z Thurn-Taxisu (11. srpna 1706, Frankfurt nad Mohanem – 1. února 1756, Göppingen), manž. 1727 vévoda Karel Alexandr Württemberský (24. ledna 1684, Stuttgart – 12. března 1737, Ludwigsburg)
- 4. Kristián Adam Egon z Thurn-Taxisu (1710–1745)

Zemřel 8. listopadu 1739 v Bruselu.

## Tituly a oslovení
- 1681 – 1695: Jeho Jasnost dědičný hrabě z Thurn-Taxisu
- 1695 – 21. února 1714: Jeho Jasnost dědičný kníže z Thurn-Taxisu
- 21. února 1714 – 8. listopadu 1739: Jeho Jasnost kníže z Thurn-Taxisu